# Tyrrell 025
A Tyrrell 025 egy Formula–1-es versenyautó, amit a Tyrrell Racing versenyeztetett az 1997-es Formula–1 világbajnokság során. Pilótái Jos Verstappen és Mika Salo voltak.

## Áttekintés
Az egyre rosszabb helyzetben lévő csapatot Ken Tyrrell megpróbálta stabilizálni. Katajama távozása miatt a Mild Seven is távozott, mint szponzor. Sikerült megállapodnia Nakadzsima Szatoruval, aki egy honfitársát, Takagi Toranoszukét menedzselte - egyelőre csak tesztpilótai állást adott neki, cserébe hozta magával a PIAA főszponzori támogatását. Katajama helyére a tehetséges Jos Verstappen került. A Yamaha motorjai helyett a Ford V8-asait használták, melyek gyengébbek voltak, mint a riválisokéi.
A fejlesztések terén korábban is úttörő csapat két újdonságot mutatott be az idény során. Az első szárnyakat nem kettő, hanem csak egy pillérrel rögzítették az orrkúphoz, aminek a tiszta légáramlatok kihasználása volt a célja. A nagy leszorítóerőt igénylő pályákon, mint Monaco, két extra szárnyat rögzítettek a pilótafülke két oldalára, melyek közül Verstappenét sárga, Salóét sötétnarancs színűre festettek. A jellegzetes alakjuk után X-szárnyaknak nevezett konstrukciókat, balesetveszélyességük miatt betiltották a következő idénytől, addigra pedig többen leutánozták ezeket.
Hiába volt a kasztni jó, a versenyzők gyorsak, a versenystratégiájuk pedig megfelelő, a gyenge V8-as motorokkal nem sokra mentek, és legfeljebb a Minardi csapatával csatázhattak egész idényben. Egész idényben mindössze két pontot gyűjtöttek, mégpedig Salo monacói remeklését követően. Ez volt a Tyrrell csapat utolsó pontja is a sportágban. A szezon végén Ken Tyrrell, aki már addig is baráti kölcsönökből, megelőlegezett közvetítési pénzekből és fizetős pilóták pénzéből tartotta működésben a csapatát, belefáradt mindebbe, és eladásra kínálta azt. A jelentkezők közt volt Paul Stoddart, aki végül a Minardi tulajdonosa lett, és a Volkswagen-konszern is, a befutó azonban a British American Tobacco lett, amely 1999-től BAR néven versenyeztette a csapatot.

## Eredmények
(félkövérrel jelölve a pole pozíció; dőlt betűvel a leggyorsabb kör)
| Év   | Csapat  | Motor      | Gumik | Pilóták        | 1   | 2   | 3   | 4   | 5   | 6   | 7   | 8   | 9   | 10  | 11  | 12  | 13  | 14  | 15  | 16  | 17  | Pontok | Helyezés |
| ---- | ------- | ---------- | ----- | -------------- | --- | --- | --- | --- | --- | --- | --- | --- | --- | --- | --- | --- | --- | --- | --- | --- | --- | ------ | -------- |
| 1997 | Tyrrell | Ford ED4/5 | G     |                | AUS | BRA | ARG | SMR | MON | ESP | CAN | FRA | GBR | GER | HUN | BEL | ITA | AUT | LUX | JPN | EUR | 2      | 10.      |
| 1997 | Tyrrell | Ford ED4/5 | G     | Jos Verstappen | KI  | 15  | KI  | 10  | 8   | 11  | KI  | Ret | KI  | 10  | KI  | KI  | KI  | 12  | KI  | 13  | 16  | 2      | 10.      |
| 1997 | Tyrrell | Ford ED4/5 | G     | Mika Salo      | KI  | 13  | 8   | 9   | 5   | KI  | KI  | KI  | KI  | KI  | 13  | 11  | KI  | KI  | 10  | KI  | 12  | 2      | 10.      |